# エンリケ・アドリアーノ・ブス
エンリケ・アドリアーノ・ブス（Henrique Adriano Buss、1986年10月14日 - ）は、ブラジル・パラナ州出身のプロサッカー選手。元ブラジル代表。ポジションはディフェンダー。エンリケまたはエンリキと表記されることがあるが、ブラジルではエンヒキと発音される。

## 経歴

### クラブ
2008年7月、移籍金800万ユーロの5年契約でFCバルセロナに加入してすぐ、バイエル・レバークーゼンにレンタル移籍した。2008-09シーズン開幕戦のボルシア・ドルトムント戦で初出場すると、前半戦17試合すべてにフル出場した。最終的には27試合に出場した。DFBポカールで準優勝した。2009年8月31日、ラシン・サンタンデールにレンタル移籍した。2011年7月15日、古巣SEパルメイラスにレンタル移籍した。
2012年6月2日、契約期間は1年間残っていたが、FCバルセロナとの契約を同月30日付で解除すると発表され、SEパルメイラスに完全移籍することになった。
2014年1月30日、SSCナポリに3年半契約で移籍した。
2016年1月11日、フルミネンセFCに3年契約で移籍した。
2018年、SCコリンチャンス・パウリスタへ移籍した。

### 代表
2008年3月21日に21歳でブラジル代表初招集。6月6日のベネズエラ戦で代表初出場。
2014 FIFAワールドカップブラジル代表に選出され、準々決勝コロンビア戦の88分に負傷したネイマールと交代で出場した。

## 所属クラブ
- コリチーバFC 2007-2008
- SEパルメイラス 2008
- FCバルセロナ 2008-2012

→ バイエル・レバークーゼン (期限付き移籍) 2008-2009
→ ラシン・サンタンデール (期限付き移籍) 2009-2011
→ SEパルメイラス (期限付き移籍) 2011-2012
- SEパルメイラス 2012-2014
- SSCナポリ 2014-2016
- フルミネンセFC 2016-2017
- SCコリンチャンス・パウリスタ 2018-

## 代表歴

### 出場大会
- ブラジル代表
  - 2014 FIFAワールドカップ

### 試合数
- 国際Aマッチ 6試合 0得点（2008年-2014年）[3]

| ブラジル代表 | 国際Aマッチ | 国際Aマッチ |
| 年           | 出場        | 得点        |
| ------------ | ----------- | ----------- |
| 2008         | 1           | 0           |
| 2009         | 0           | 0           |
| 2010         | 0           | 0           |
| 2011         | 0           | 0           |
| 2012         | 0           | 0           |
| 2013         | 3           | 0           |
| 2014         | 2           | 0           |
| 通算         | 6           | 0           |

## タイトル

### クラブ
コリチーバFC
- カンピオナート・ブラジレイロ・セリエB：2007

SEパルメイラス
- カンピオナート・パウリスタ：2008

SSCナポリ
- コッパ・イタリア：2013-14
- スーペルコッパ・イタリアーナ：2014